# Theridion postmarginatum
Theridion postmarginatum är en spindelart som beskrevs av Albert Tullgren 1910. Theridion postmarginatum ingår i släktet Theridion och familjen klotspindlar.
Artens utbredningsområde är Tanzania. Inga underarter finns listade i Catalogue of Life.